# Lagarde-Paréol
Lagarde-Paréol är en kommun i departementet Vaucluse i regionen Provence-Alpes-Côte d'Azur i sydöstra Frankrike. Kommunen ligger i kantonen Bollène som tillhör arrondissementet Avignon. År 2022 hade Lagarde-Paréol 321 invånare.

## Befolkningsutveckling
Antalet invånare i kommunen Lagarde-Paréol
| Referens: INSEE |